# Die Ameisen (Ringelnatz)

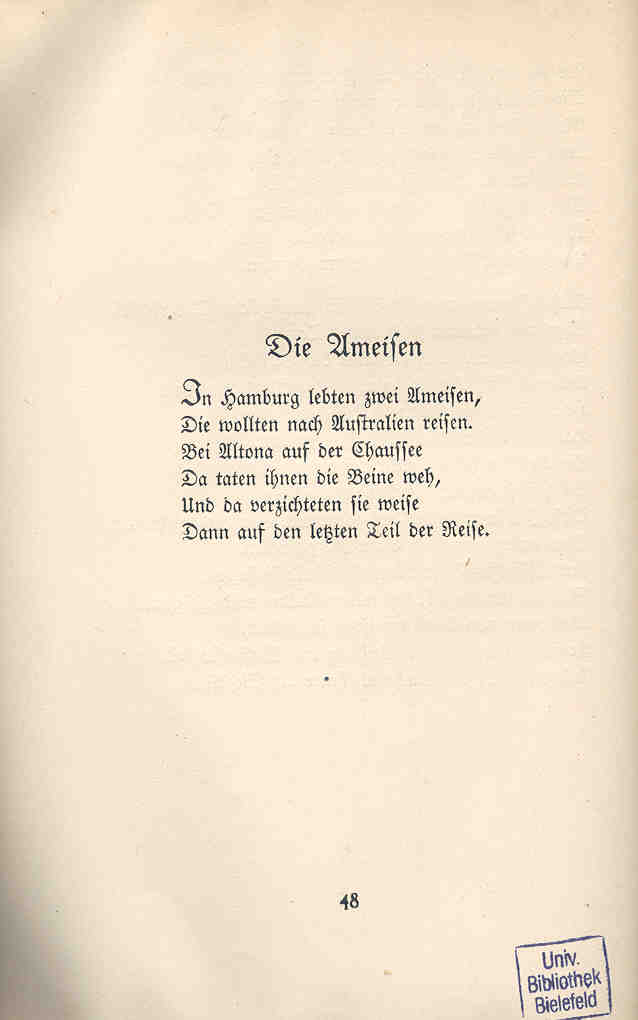
In: Kuttel Daddeldu (Ausgabe von 1924 ohne die beiden Schlussverse und nunmehr mit „dann“ statt mit „denn“ in Vers 6)

Die Ameisen ist der Titel eines Gedichts von Joachim Ringelnatz (1883–1934). Es erschien erstmals 1912. Seit 2014 gibt es eine dem Gedicht gewidmete Skulptur in Hamburg-Altona mit den beiden Titelameisen in Bronze.

## Das Gedicht
In Hamburg lebten zwei Ameisen,

Die wollten nach Australien reisen.

Bei Altona auf der Chaussee

Da taten ihnen die Beine weh,

Und da verzichteten sie weise

Dann auf den letzten Teil der Reise.

So will man oft und kann doch nicht

Und leistet dann recht gern Verzicht.

Joachim Ringelnatz: Das Gesamtwerk in sieben Bänden. Band 1: Gedichte, Zürich 1994, S. 65–66

## Erläuterungen

### Inhalt und Form

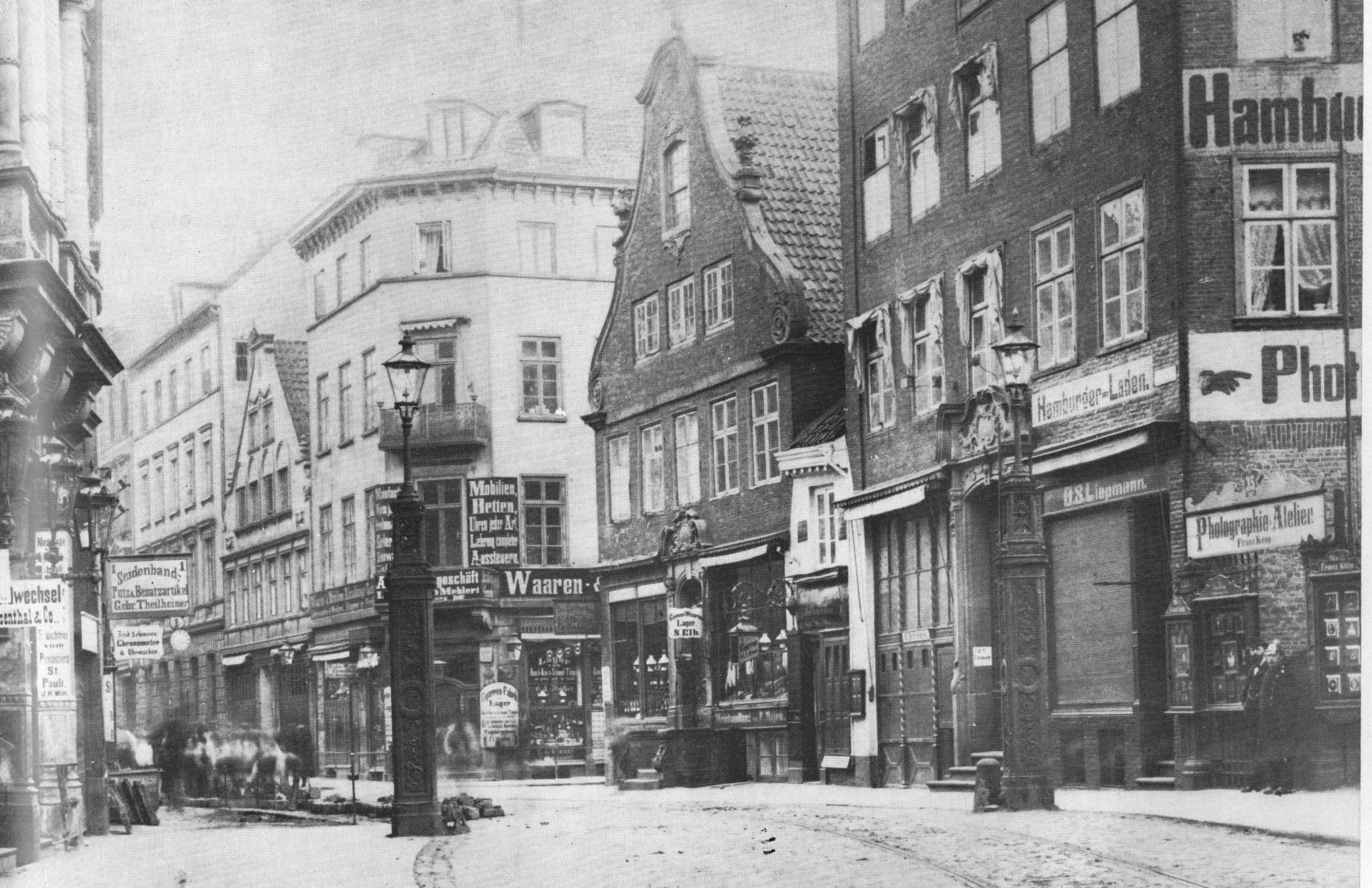
Nobistor zwischen Hamburg und Altona, markiert durch zwei gusseiserne Laternenpfosten beiderseits der Straße, um 1880.

Das Gedicht Die Ameisen erzählt in Versen eine Fabel über den Verzicht auf große Pläne. Zwei Ameisen, die um die halbe Welt wandern wollen, geben ihr Vorhaben bereits in der nächsten Stadt wegen Beinweh auf. Um 1912, als Ringelnatz das Gedicht erstmals veröffentlichte, war die benachbarte holsteinische Stadt Altona städtebaulich längst mit der Stadt Hamburg zusammengewachsen: man konnte auf der Reeperbahn von Hamburg zur Großen Freiheit nach Altona wechseln, indem man über die Straße ging.
Die Knittelverse haben ein regelmäßiges Metrum, und zwar einen jambischen Vierheber. Im ersten Vers verschiebt die vierte Hebung die Betonung des Wortes „Ameisen“ von der korrekten ersten Silbe auf die zweite Silbe, und die eigentlich betonte Silbe wird zu einer Senkung: statt Ameisen soll Ameisen gelesen werden. Die Verspaare schließen wechselnd in sogenannter weiblicher und männlicher Kadenz. 

### Veröffentlichungen
Noch unter seinem bürgerlichen Namen Hans Bötticher veröffentlichte Ringelnatz das Gedicht Die Ameisen erstmals 1912 in dem Gedichtband Die Schnupftabaksdose. Stumpfsinn in Versen und Bildern. Es erschien zu seinen Lebzeiten weitere Male, zuletzt 1933, und zwar ohne die beiden Schlussverse mit der Moral, die erst wieder in postumen Ausgaben ergänzt wurden. Des Weiteren ersetzte Ringelnatz in der zweiten Veröffentlichung des Gedichts in Kuttel Daddeldu (in mehreren Ausgaben in den 1920er Jahren erschienen) das Adverb „denn“ am Anfang des sechsten Verses durch ein „dann“. 

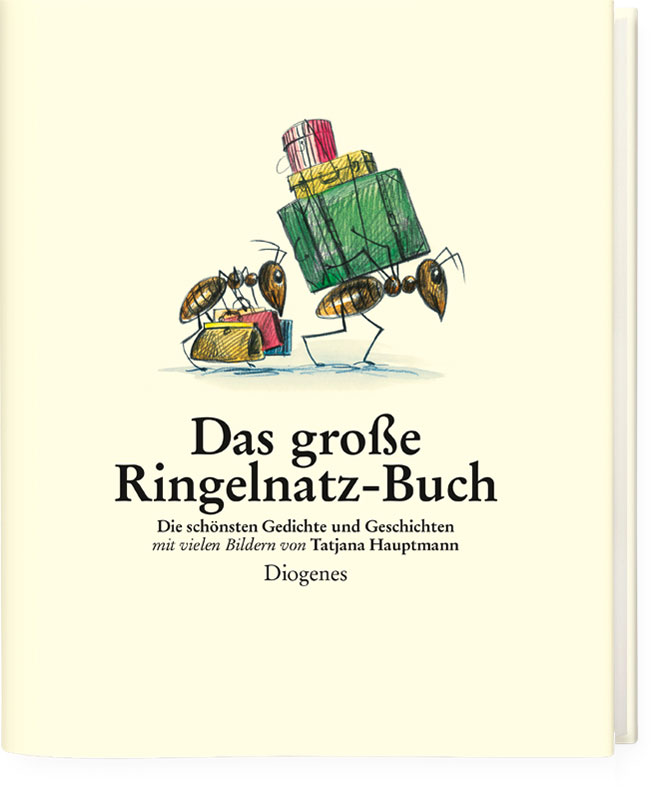
Zürcher Ringelnatz-Buchausgabe mit Illustrationen von Tatjana Hauptmann, erschienen 2005 (Umschlag)

Das Gedicht erschien in zahlreichen Anthologien und Gedichtbänden, auch in Schulbüchern, mal mit, mal ohne die beiden Schlussverse, desgleichen variieren „dann“ und „denn“. Die Züricher siebenbändige Ausgabe des Gesamtwerks von Joachim Ringelnatz, erschienen 1994, folgte der Erstveröffentlichung von 1912: Die beiden Moralverse werden mitgeführt, und der sechste Vers beginnt wiederum mit dem ursprünglichen, aber später abgeänderten „denn“.

### Illustration
Zu Lebzeiten Ringelnatz’ wurde das Gedicht nur in der Erstveröffentlichung 1912 illustriert. Richard Seewald (1889–1976) legte die Entfernung von einer Stadtsilhouette oben, in der die beiden Ameisen mit Wanderstöcken von Hamburg nach Altona krabbeln, zum ebenfalls grob umrissenen antipoden Kontinent unten mit angedeuteter Bundesstaateneinteilung als eine lapidar von oben nach unten geschwungene, gestrichelte Linie an. Ganz oben endet die Silhouette in einer kurzen Doppellinie, die aus einem angedeuteten Stadttor hinausführt und die am Ende zurückgelegte Wegstrecke andeutet; die daran anschließende gestrichelte Linie stellt den von den Ameisen erträumten, aber nicht vollbrachten Reiseweg dar.

## Die Skulptur

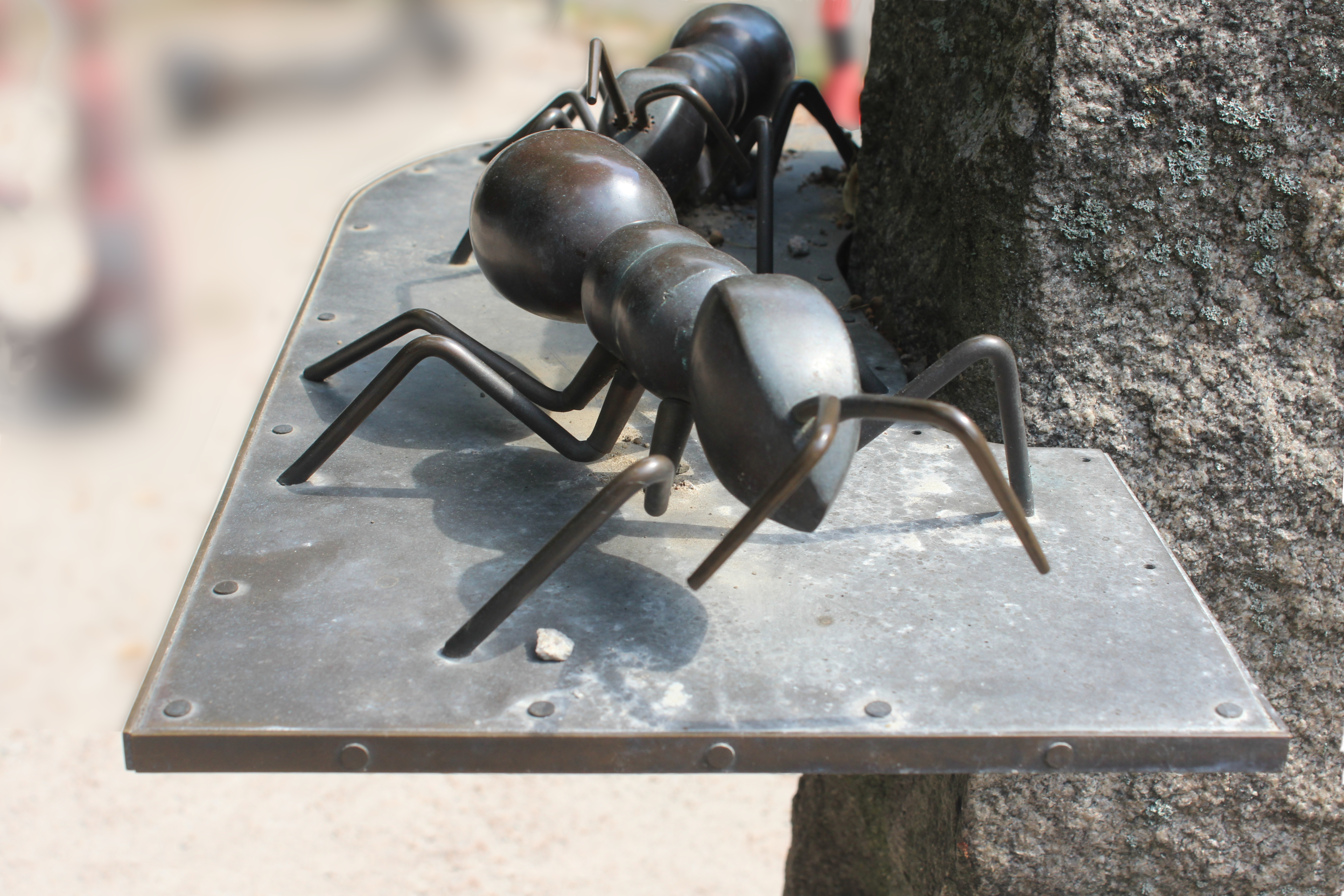
Bronzeskulptur Die Ameisen von Peter Schröder (2014; Foto: 2020)

Im Auftrag der Alfred Toepfer Stiftung fertigte der norddeutsche Bildhauer Peter Schröder (* 1947) im Jahr 2014 eine Bronzeskulptur zweier Ameisen in Überlebensgröße an. Die beiden Insekten krabbeln hintereinander auf einer Platte herum, die oben an einer Stele aus Granit angebracht ist. Auf dem Granitsockel in Bodenhöhe befindet sich eine von einem Kirchendach stammende 150 Jahre alte Kupferplatte. Darauf eingraviert ist das Gedicht, und zwar ohne die beiden letzten Verse mit der Moral und mit „dann“ im sechsten Vers. Die Skulptur wurde im Mai 2014 an der Ecke Liebermannstraße / Elbchaussee (Lage) in Hamburg aufgestellt.
Die Bronze-Ameisen wurden im selben Jahr und in Folge wiederholt beschädigt bzw. ganz oder teilweise gestohlen, vermutlich auch gelegentlich von Metalldieben. Im September 2022 wurde die erst im April 2022 ersetzte Ameise erneut Opfer eines Diebstahls.

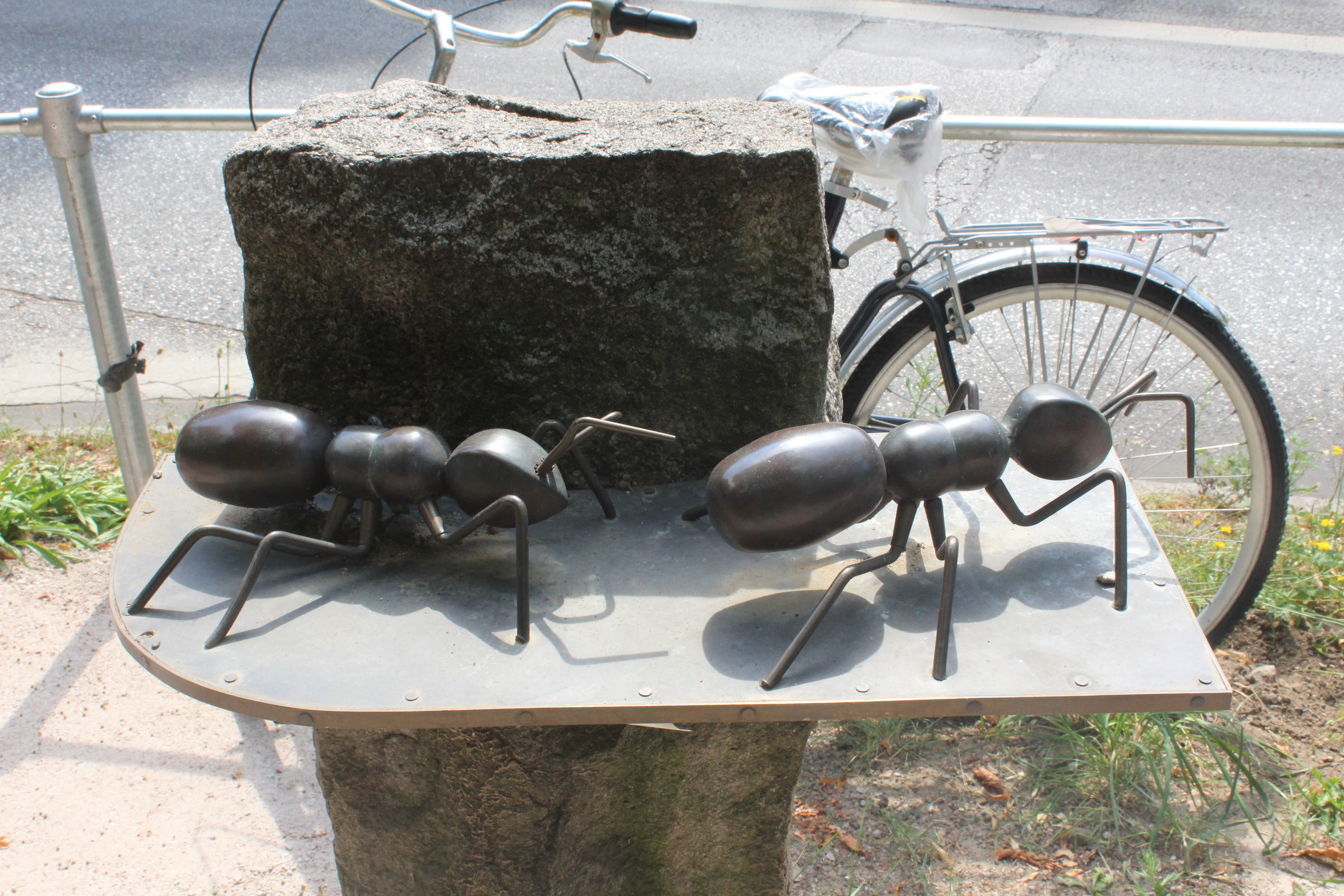
Seitenansicht der Bronzeplatte mit Ameisen
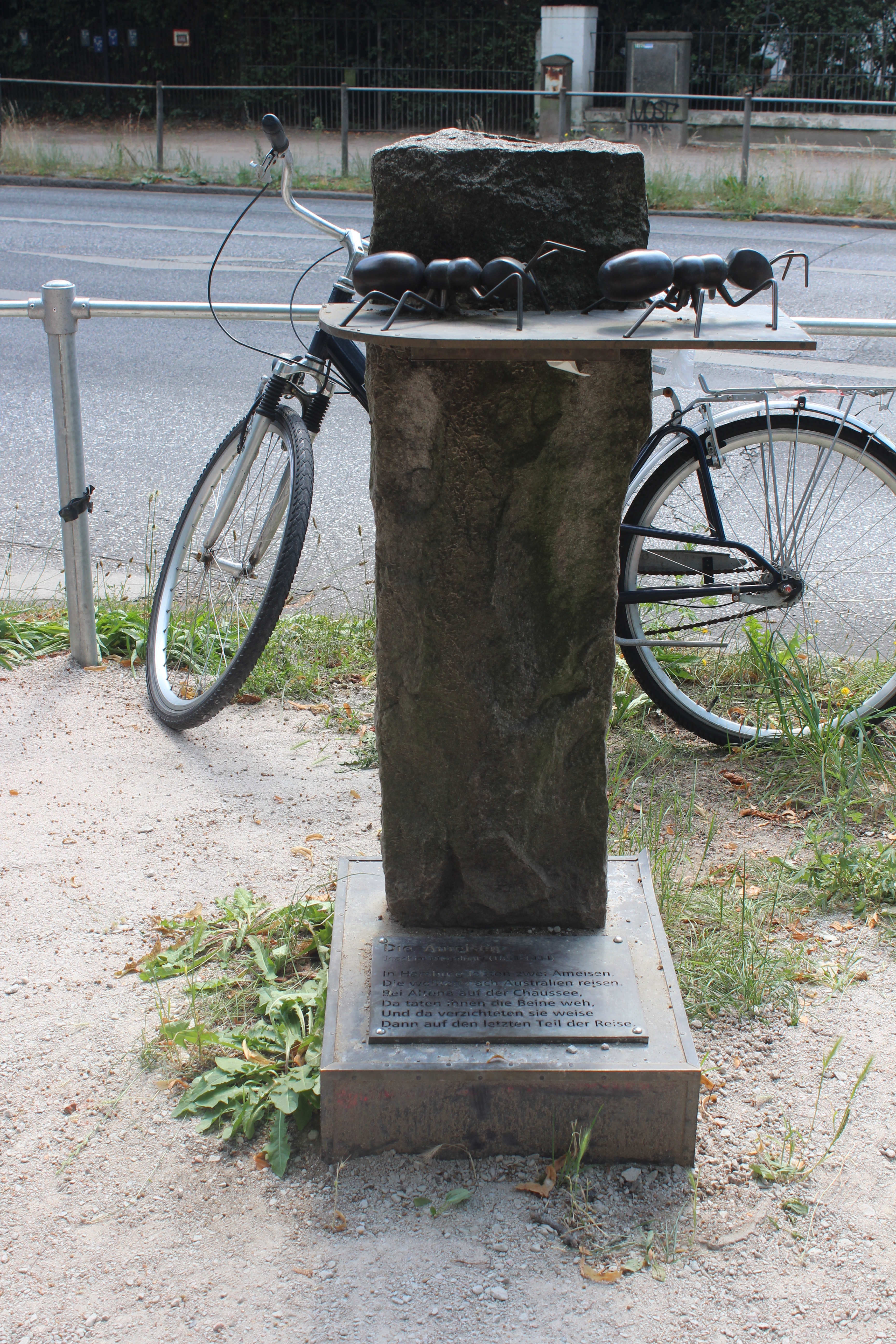
Granitstele mit Ameisen und Tafel
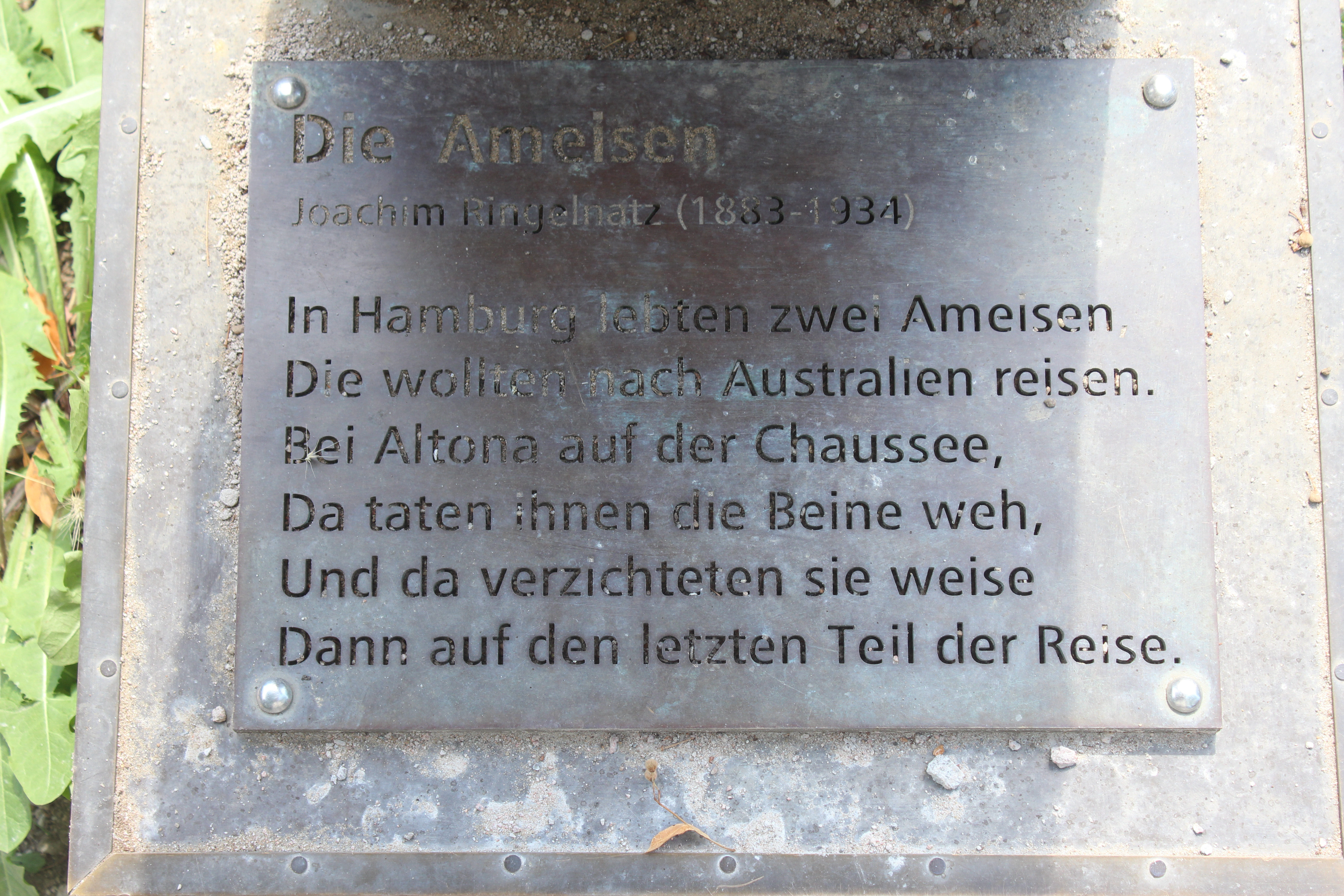
Kupfertafel mit dem Gedicht

Im Herbst 2023 wurden die Ameisen versetzt in eine Mauernische vor dem Gästehaus der Alfred Toepfer Stiftung an der Elbchaussee 195a.

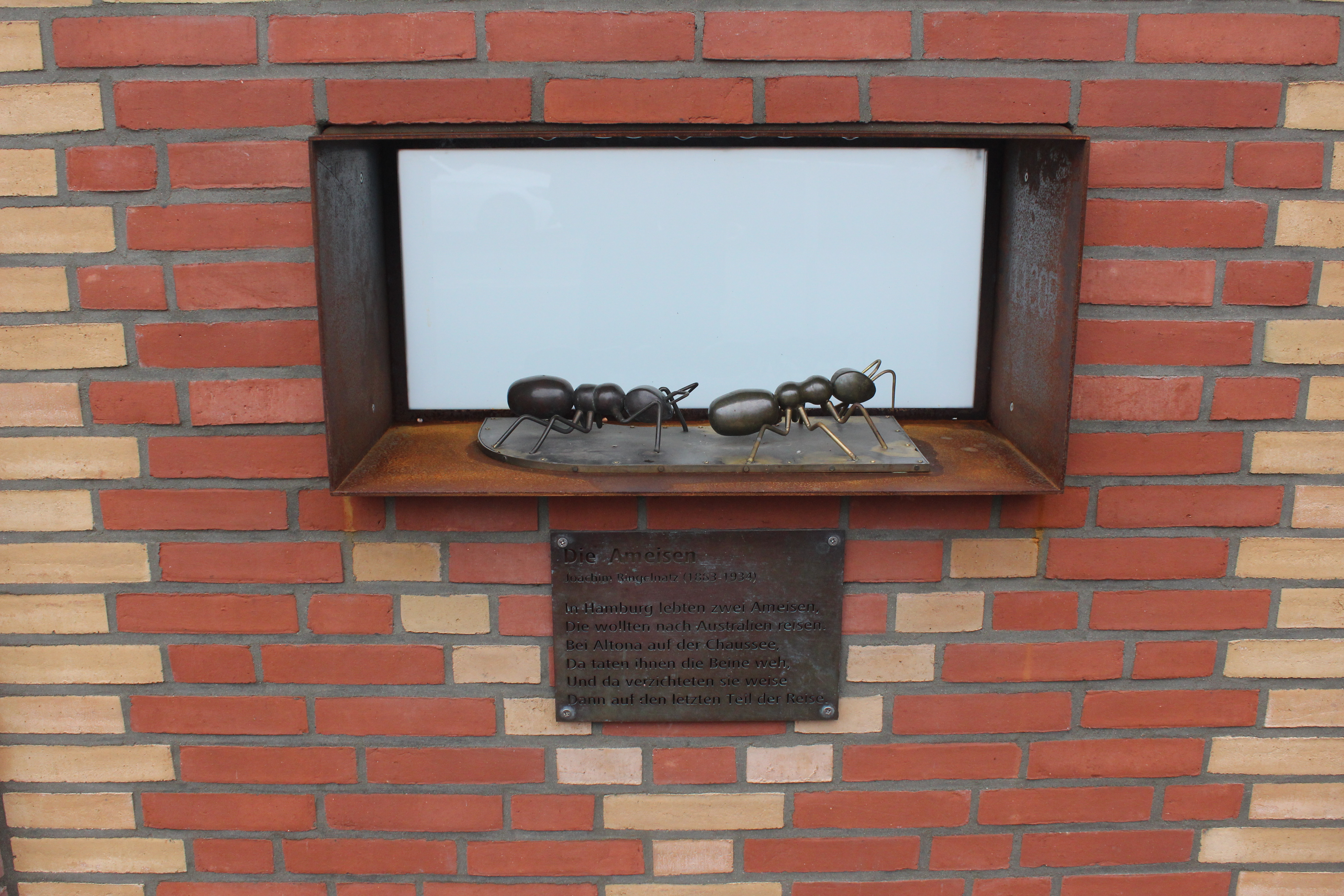
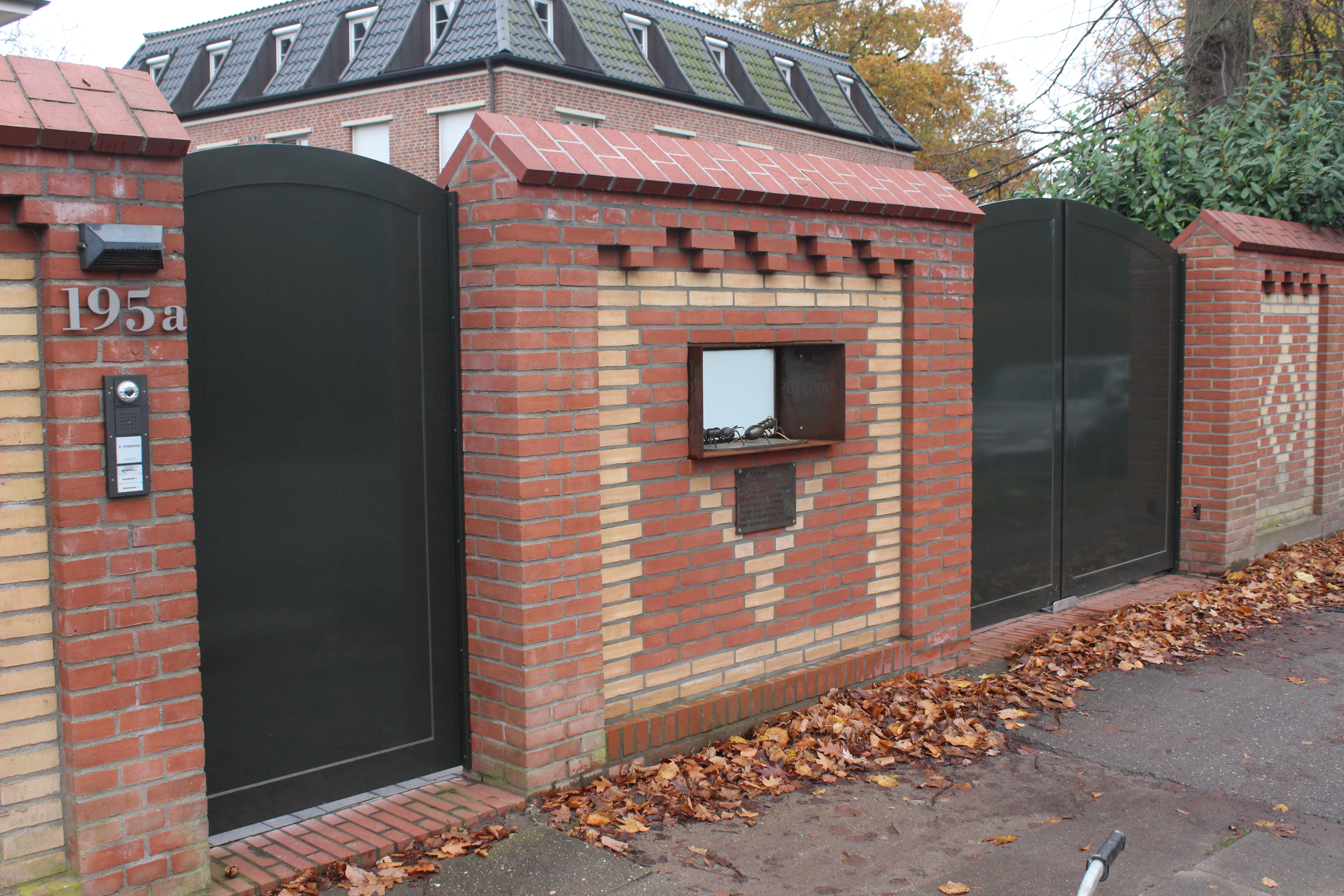